# Trifurcula montana
Trifurcula montana là một loài bướm đêm thuộc họ Nepticulidae. Nó được tìm thấy ở Tây Ban Nha và Sardinia.
Sải cánh dài 5.6-7.2 mm đối với con đực và 5.8-7.8 đối với con cái.
Adults have been collected at light từ tháng 4 đến tháng 7 ở các vùng núi Tây Ban Nha và Sardinia, tại độ cao từ 600-2000 mét trên mực nước biển, luôn gần cây Thymus vulgaris, có khả năng là cây chủ.